# Cerkiew Świętych Apostołów Piotra i Pawła w Korszach
Cerkiew pod wezwaniem Świętych Apostołów Piotra i Pawła – prawosławna cerkiew parafialna w Korszach. Należy do dekanatu Olsztyn diecezji białostocko-gdańskiej Polskiego Autokefalicznego Kościoła Prawosławnego.
Cerkiew mieści się przy ulicy Adama Mickiewicza 31/33.
Świątynia została zbudowana w latach 1903–1904 jako kościół ewangelicki. Od 1966 budynek użytkowany przez parafię prawosławną Świętych Piotra i Pawła, która od 1968 jest właścicielem obiektu.
Wewnątrz świątyni znajduje się ikonostas. W prezbiterium znajdują się dwa obrazy namalowane przez mnicha z monasteru św. Onufrego w Jabłecznej – wizja przyjęcia chrześcijaństwa przez Ruś Kijowską oraz św. Włodzimierza Wielkiego ze św. Olgą.
Cerkiew została wpisana do rejestru zabytków 1 marca 2000 pod nr 2490.